# 遮放贡米

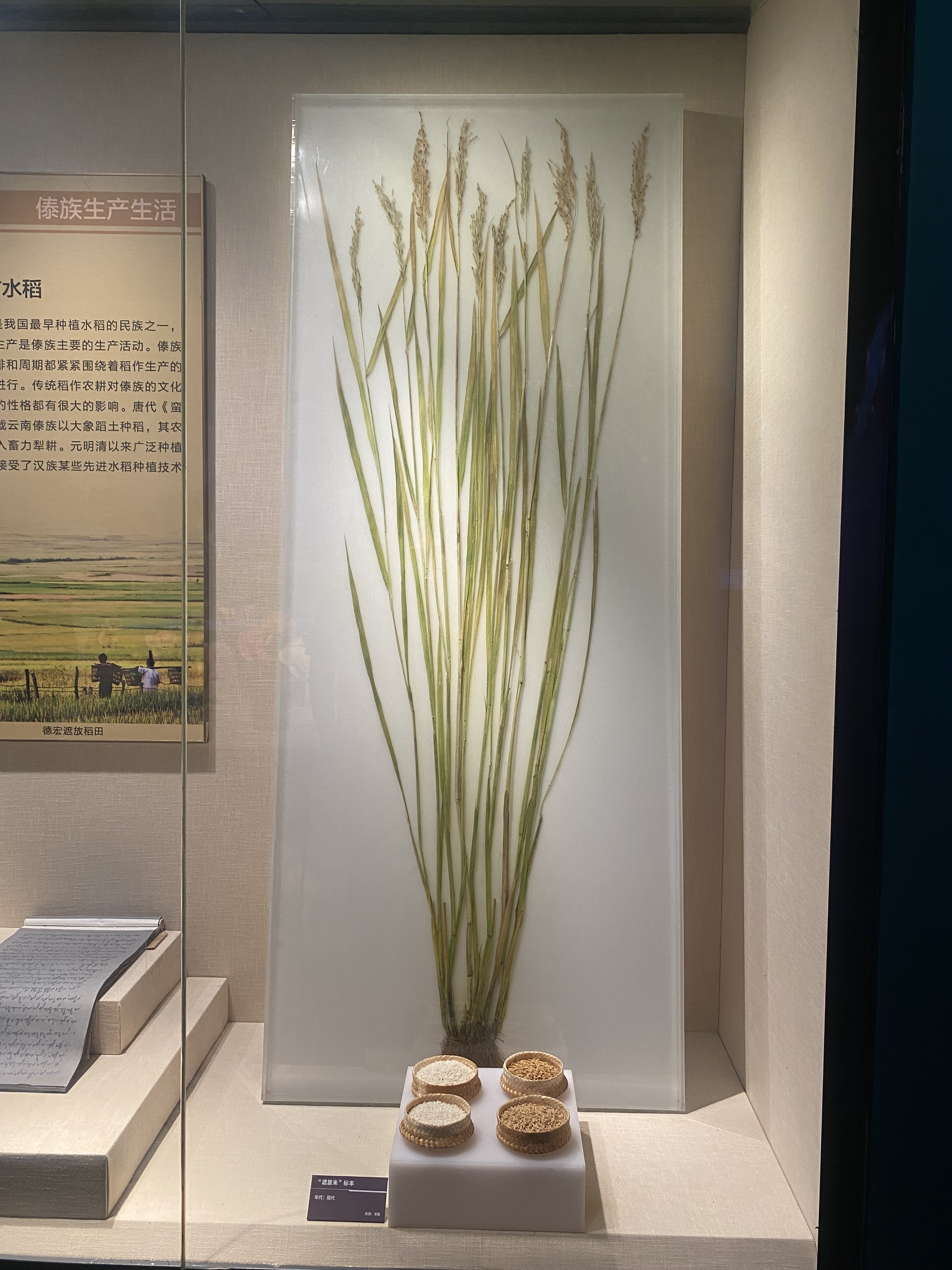
德宏州博物馆藏遮放米标本

遮放贡米是云南省芒市遮放镇的特产贡米，因色泽鲜亮、口感上乘著称。遮放贡米有粒大而长，颗粒饱满，色泽晶莹如玉，软而不粘的特点。

## 历史
1623年，遮放土司多思谭进京入贡，带去了产于遮放的软米，天启皇帝吃后龙颜大悦，赏赐多思谭在京游逛三年，并将“遮放米”指定为贡米。1950年，末代遮放土司多英培赴京谒见毛泽东，将遮放米作为地方特产赠予国家领导人。1956年，国务院将遮放米定为接待外宾国宴专用米之一。20世纪70年代，因人口增长导致粮食不足，农户选择种植产量更高的杂交水稻。20世纪90年代短缺经济时代结束后，遮放贡米重新恢复生产。1998年，潞西市粮食局向国家工商总局商标局申请注册了“遮放贡”商标，由潞西市粮油购销公司正式生产。2004年成立遮放贡米有限公司，与潞西市粮油购销公司签订了“品牌共享”协议，产量大幅增长。2014年，遮放贡米集团曾透露出在新三板上市的计划。2017年，遮放贡米通过农业部农产品地理标志登记专家评审，成为国家地理标志保护产品。

## 水稻品种
遮放贡米的品种有毫目细、毫秕、毫庇毫二王汗多、毫底拉号、毫安闷、滇屯502等。毫目细为遮放贡米的顶级品种，系原生水稻，在遮放镇户闷村允午社种植，亩产仅110公斤，技术革新后增加到130公斤，产量只有滇屯502的四分之一。2公斤装的毫目细一盒最高可卖到999元，生产成本约400元。滇屯502则是红河州培育的杂交水稻，因基因与毫目细相似，于2008年在遮放扩大推广种植。